# Elaphria rubripicta
Elaphria rubripicta là một loài bướm đêm trong họ Noctuidae.